# Bassin sédimentaire
Pour les articles homonymes, voir Bassin.
- Bouclier
- Plateforme
- Orogène
- Bassin structural
- Province magmatique
- Bassins sédimentaires continentaux

- 0–20 Ma
- 20–65 Ma
- > 65 Ma

Un bassin sédimentaire est une  dépression relative de la croûte terrestre située sur un continent émergé, un plateau continental, ou encore dans un océan, formée par subsidence thermique ou tectonique et qui recueille des quantités relativement importantes de matériaux sédimentaires qui, par des phénomènes de diagenèse, se transforment ensuite petit à petit en couches stratifiées de roches sédimentaires. Parmi ces matériaux on peut en particulier trouver des accumulations d'origine organique, comme du charbon.
Les couches de roches les plus profondes sont généralement les plus anciennes, sauf lorsque la tectonique, par exemple via des chevauchements, a déplacé les couches ou dans le cas de la tectonique dite salifère liée au diapirisme de strates évaporitiques. Selon la profondeur d'eau au-dessus du bassin, le type de roche formé est différent. Sur les bords du bassin, les couches de roche peuvent parfois être inclinées à la suite, par exemple, de la subsidence ou de mouvements tectoniques et peuvent former, après érosion, un relief en cuestas. En revanche, au centre du bassin, les couches restent plus souvent horizontales et peuvent donner, après l'arrêt du fonctionnement du bassin et action de l'érosion, un relief de plateaux plus ou moins entaillés par les vallées fluviales.
Les bassins sédimentaires peuvent être classés en différentes catégories selon le contexte géodynamique : bassins intracratoniques, bassins de type rift / graben, bassins de type marge passive, grands bassins océaniques, bassins de type marge active, bassins compressifs (d'avant-pays, d'arrière-pays...), bassins transtensifs ("Pull-Apart"), bassins transportés ("Piggy-Back"), etc.
Les bassins sont régis par des facteurs internes et externes : la subsidence, la tectonique, l'eustatisme (les variations du niveau marin), le degré d'insolation, la circulation atmosphérique et la circulation océanique entre autres.

## Types de bassins sédimentaires

### Bassin de décrochement
Ce sont des bassins orogéniques tardifs qui sont tangents aux failles considérées comme majeures et d'échelle crustale,,,,. Les bassins de décrochement peuvent se former dans un régime d'extension ou de compression. La sédimentation le long d'une faille est contemporaine et associée à un mouvement en décrochement. L’évolution des dépôts sédimentaires souligne deux périodes importantes dans l'évolution des bassins : une période d'ouverture du bassin, où la sédimentation est instable avec l'arrivée d'apports détritiques grossiers ; ensuite une autre période de comblement du bassin caractérisée par des dépôts conglomératiques et des discordances progressives,.

### Bassins de compression
Ce sont des bassins frontaux qui se trouvent entre les arcs volcaniques et les prismes accrétionnaires. Ces bassins se développent dans un contexte de convergence ou de collision continentale, dont la concentration de la déformation provoque un soulèvement rapide avec une énorme charge sédimentaire et la profondeur du bassin dépend de l'épaisseur de la croûte continentale. La tectonique est synchrone au dépôt des sédiments,,, , dont la sédimentation est contrôlée par la tectonique et des régressions marines. Ce bassin présente comme structure des plis isoclinaux, serrés, droits et renversés,. La morphologie varie selon la quantité de sédiments et la saillie de l'arc sédimentaire dont l'architecture et la géométrie changent en fonction du temps à cause de l'influence des failles qui sont responsables de la sédimentation et de la déformation.

### Bassins d'extension
Les bassins d'extension sont caractérisés par une séquence positive des dépôts sédimentaires dont la sédimentation est influencée par la tectonique et l'épaisseur des dépôts contraste avec la profondeur,. Ce type de bassin se forme dans un régime d'extension, en bordure des failles, caractérisé par une contrainte principale essentiellement liée au poids lithostatique et à la force gravitationnelle. Les mouvements extensionnels provoquent l'exhumation de terrains qui introduisent le phénomène de métamorphisme,.

### Bassin de marges continentales
Lorsqu'un centre d'expansion sépare deux plaques divergentes , une nouvelle croûte océanique va être créée dont le système de rift évolue en bassin de marge continentale. Le rifting est suivi par un drifting par contre la subsidence de la croûte continentale amincie (prisme continu) est due a l'augmentation de la charge de sédiments au refroidissement de la lithosphère. La largeur des bassins de marge continentale est en fonction de la croûte continentale soumise au rifting avant rifting. Certain bassins sont larges entre 200 et 300 km, mais certains peuvent être plus larges ou plus minces. Généralement, la bordure de plateau continental correspond à la frontière entre la croûte continentale et la croûte océanique.

### Bassins des fonds océaniques
La plus grande partie du fond des océans est constituée de plaines abyssales, dont la surface est relativement plane, et le toit de la croûte représente une couche de sédiments pélagiques peu épaisse. Les sédiments peuvent être soit d'origine continentale, dont le bilan sédimentaire est commandé par les apports continentaux, ou bien océanique.
Dans un contexte de convergence lithosphérique, la charge des sédiments venant à la fois de la plaque chevauchante et de la plaque subductée peuvent former un prisme d'accrétion, ou arc sédimentaire, constitué d'une série sous forme d’éventail. L'épaisseur de la pile sédimentaire est dépendante de l'âge de la croûte océanique subductée, de la vitesse de la convergence, et de la productivité sédimentaire de l'arc volcanique sus-jacent

### Bassins intra-arc
Les bassins intra-arc sont des grabens ou semi-grabens, isolés ou continus, le long des segments de l'arc. Ces bassins sont communs aux arcs océaniques et continentaux et reflètent la déformation en extension du massif. Les bassins intra-arcs continentaux incluent des séquences lacustres, contenant d'épais niveaux de sédiments volcaniques et volcanoclastiques. Les bassins intra-arc océaniques incluent, quant à eux, séquences contenant des niveaux de carbonates.

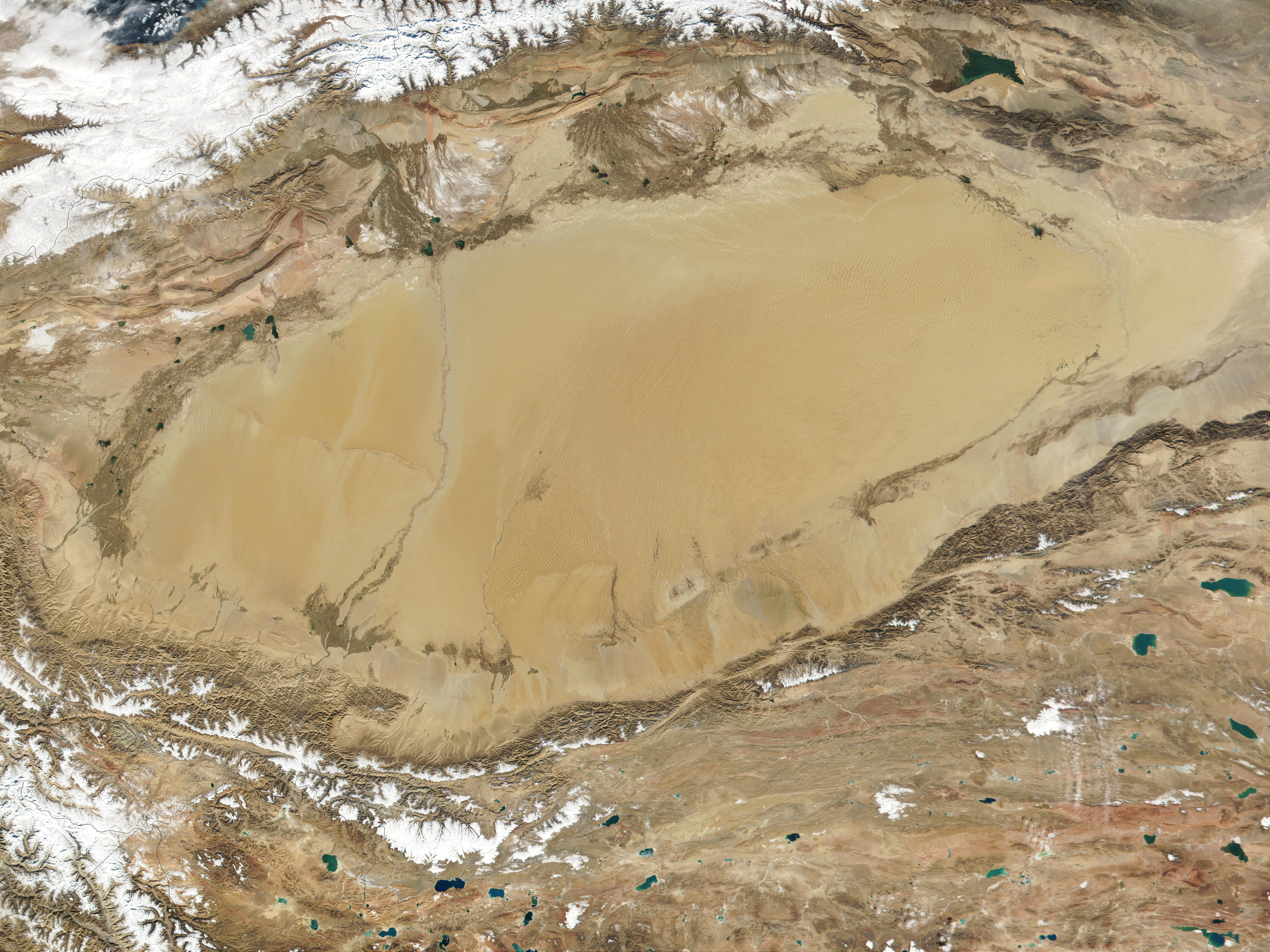
Le désert du Taklamakan en Chine vu par satellite.

## Exemples de bassins sédimentaires
- Bassin parisien
- Bassin aquitain
- Bassin lipsien
- Plaine de Pannonie
- Désert du Taklamakan
- Golfe Persique
- Cuvette congolaise